# Charles Arkoll Boulton
Charles Arkoll Boulton (* 17. Mai 1841 in Cobourg, Oberkanada; † 15. Mai 1899 in Russell, Manitoba) war ein kanadischer Offizier und Politiker. Während der Red-River-Rebellion 1869/70 war er ein Gegenspieler von Louis Riel, 1885 trug er maßgeblich zur Niederschlagung der Nordwest-Rebellion bei. Von 1889 bis zu seinem Tod saß er im Senat.

## Biografie
Boulton erhielt seine Ausbildung am Upper Canada College. Der Familientradition folgend, schlug er 1858 eine militärische Karriere ein. Er diente in Gibraltar, auf Malta und in Montreal, 1868 wurde er zum Major des 46. Milizbataillons in Ontario befördert. 1869 erhielt er von William McDougall, dem Minister für öffentliche Arbeiten, den Auftrag, eine Gruppe von Vermessern in die bisher von der Hudson’s Bay Company verwaltete Red-River-Kolonie zu begleiten. Die Regierung erwartete nach der bevorstehenden Übergabe an Kanada zahlreiche neue Siedler. Aus diesem Grund sollte das Land neu vermessen werden.
Die von Louis Riel angeführten ansässigen Métis, die keinen gesicherten Rechtsanspruch auf das von ihnen bewirtschaftete Land hatten, wehrten sich gegen dieses Vorhaben und lösten dadurch die Red-River-Rebellion aus. Boulton erhielt von seinem Vorgesetzten, Oberst John Stoughton Dennis, den Befehl, Freiwillige zur Niederschlagung des Aufstands zu rekrutieren. Als 50 Freiwillige gefangen genommen wurden, verließ Boulton die Kolonie und verbrachte den Winter in Portage la Prairie. Dort traf er einige Personen, die aus der Gefangenschaft hatten fliehen können. Boulton versuchte, Fanatiker wie Charles Mair und Thomas Scott unter Kontrolle zu halten. Er übernahm selbst die Führung und befehligte am 17. Februar 1870 einen Angriff auf Fort Garry, der jedoch scheiterte. Boulton wurde zunächst zum Tode verurteilt, dann aber am 16. März begnadigt.
Boulton ließ sich in Lakefield im Peterborough County nieder. Dort betrieb er ein Sägewerk und war in der Lokalpolitik tätig. 1877 musste er Konkurs anmelden und zog zurück nach Manitoba, wo er Landwirt wurde. Als er im März 1885 von der Nordwest-Rebellion erfuhr, stellte er Generalmajor Frederick Dobson Middleton seine Dienste zur Verfügung. Er rekrutierte eine Einheit von Freiwilligen und war mit diesen an der Schlacht am Fish Creek und an der Schlacht von Batoche beteiligt. Anschließend verfolgte er Big Bear, bis sich dieser der North-West Mounted Police ergab.
Der Freimaurer Boulton versuchte vergeblich, aus seinen militärischen Erfolgen Kapital zu schlagen und musste seine Familien als Landwirt, Ladenbesitzer und Präsident der Milchbauernvereinigung Manitobas über Wasser halten. Bei der Unterhauswahl 1887 kandidierte er erfolglos für die Konservative Partei im Wahlkreis Marquette. Schließlich ernannte ihn Premierminister John Macdonald als Anerkennung für seine Verdienste zum Senator. Im Senat setzte sich Boulton hauptsächlich für den Freihandel und den Bau zusätzlicher Eisenbahnstrecken ein.